# Rosália Mboa
Rosália Mboa (, ) é uma cantora moçambicana.  natural de Maputo. A carreira musical dela nasceu no ano 1994 onde lançou o primeiro album “Pima Nhana” .Em 2017 lançou uma nova música nos finais do mesmo ano, intitulada "Awusiwana Lingaku Phuntisa".